# Watkins Glen (Stati Uniti d'America)
Watking Glen è un villaggio ed un census-designated place degli Stati Uniti d'America, situato nello Stato di New York, nella Contea di Schuyler.

## Monumenti e luoghi di interesse
- Watkins Glen State Park